# 赛拉准
塞拉德林（Celadrin）是一種由Pharmachem Laboratories（PL）生產的專利軟膏，成分是以鯨蠟脂肪酸（Cetylated fatty acids）為主的混合脂肪与薄荷醇。根據PL發表的臨床研究結果，Celadrin能增加關節炎病人的關節活動度并減少關節疼痛。然而因為試驗缺少對照組，实际的效果还有待商榷。製造廠聲稱其脂肪酸配方能夠进入細胞膜，從而增加細胞膜的滲透力並激活細胞，減少人體內發炎物附著在細胞上導致身體某個部位的炎癥發生。